# Cape au Moine (Montreux)
Die Cape au Moine (deutsch: Mönchsumhang) ist ein Berg der Freiburger Voralpen an der Grenze der Schweizer Kantone Waadt und Freiburg.

## Lage
Der 1941 Meter hohe Gipfel liegt zwischen dem Tal des Hongrin im Osten und dem Tal der Baye de Montreux, die ins Becken des Genfersees entwässert. Er liegt zudem im südlichen Abschnitt eines knapp 10 km langen, in Nord-Süd-Richtung verlaufenden Grates vom Vanil Blanc (1828 m) im Norden über Dent de Lys (2014 m) und Vanil des Artses (1992 m) bis zum Col de Jaman im Süden, über den die Europäische Hauptwasserscheide verläuft. Der Berg dominiert die Waadtländer Riviera und bietet einen Panoramablick über den Genfersee.

## Anstieg
Der Gipfel ist über einen anspruchsvollen Alpinwanderweg vom nördlich des Gipfels liegenden Col de Pierra-Perchia (1859 m) erreichbar. Dorthin führen vier Wanderwege: vom südlich gelegenen Col de Jaman entlang der Westflanke des Berges, vom westlich gelegenen Le Molard über den Col de Soladier, sowie von den im Osten gelegenen Haltestellen Allières und Les Cases der Bahnstrecke Montreux–Lenk im Simmental.